# Вяземский, Михаил Фёдорович
Михаил Фёдорович Вяземский (1894—1965) — гвардии полковник ВС СССР, начальник Горьковского бронетанкового училища в 1937—1938 годах; в годы Великой Отечественной войны заместитель командира 53-й гвардейской Фастовской танковой бригады и заместитель начальника оперативного отдела штаба 3-й гвардейской танковой армии. Был репрессирован в 1938 году по ложному обвинению в контрреволюционной деятельности, освобождён в 1943 году с отсрочкой приговора до окончания военных действий. Реабилитирован в 1956 году.

## Биография

### Первая мировая война
Родился в мае 1894 года в семье офицера Русской императорской армии. Из бедной дворянской семьи. Окончил в 1912 году реальное училище в Санкт-Петербурге и один курс Петербургского психоневрологического института. Участник Первой мировой войны, ушёл на фронт в июле 1914 года добровольцем. Нёс службу в составе 18-го мортирного артиллерийского дивизиона на Юго-Западном фронте, в 1915 году за боевые отличия произведён в офицеры, в 1917 году избран членом солдатского комитета дивизиона. Дослужился до звания поручика, заведующего хозяйством батареи.

### Гражданская война
В рядах РККА с марта 1918 года, участник Гражданской войны. С марта по сентябрь 1918 года — старший инструктор и адъютант 1-го мортирного артиллерийского дивизиона, с сентября 1918 по октябрь 1919 годов — помощник командира и командир 1-й батареи 2-го лёгкого артиллерийского дивизиона 1-й стрелковой дивизии. Слушатель Московской школы штабной службы с октября 1919 по май 1920 годов, помощник начальника штаба 12-й стрелковой дивизии по оперативной части в июне 1920 года, помощник начальника 35-й бригады той же дивизии по оперативной части с июня 1920 года. Во время советско-польской войны вместе с частями 4-й армии был интернирован в Германию, через полтора месяца сбежал. С октября 1920 года — слушатель Академии Генерального штаба Красной Армии.

### Межвоенные годы
После гражданской войны занимал различные посты в штабе РККА и танковых войсках. Окончил основной факультет Военной академии РККА в августе 1923 года, далее проходил практическую подготовку в 4-м отдельном пограничном батальоне как командир роты. С мая 1924 года — помощник коменданта 4-го участка Сестрорецкого пограничного отряда, в августе назначен помощником начальника 3-го отдела Организационного (позже Организационно-мобилизационного) управления Штаба РККА. В мае 1925 года возглавил 3-й отдел, в апреле 1926 года — 2-й отдел. В сентябре 1926 года — заместитель начальника (с августа 1927 года — временно исполняющий должность начальника) 2-го отдела 2-го Управления Штаба РККА. До апреля 1928 года был начальником 4-го отдела Управления делами Наркомата по военным и морским делам и Реввоенсовета СССР, в апреле стал начальником 1-го отдела в том же Управлении.
В 1930 году окончил КУВНАС при Военной академии имени М. В. Фрунзе и прошёл курс практической подготовки в должности командира батальона 3-го танкового полка. С сентября того же года стал начальником учебного отдела Ленинградских бронетанковых курсов усовершенствования и переподготовки командного состава РККА, в ноябре 1931 года — начальником штаба этих курсов. В июне 1935 года назначен начальником и военным комиссаром Нижегородской (Горьковской) бронетанковой школы (с 1937 года училище).

### Арест
15 марта 1938 года комбриг Вяземский был арестован по доносу нескольких бывших работников Автобронетанкового управления РККА, арестованных к тому моменту: бывшего начальника, командарма 2-го ранга И. А. Халепского, начальника отделения АБТУ полковника Г. В. Мамченко (арестован 10 марта 1938 года) и командира механизированной бригады комбрига В. Ф. Шилова. Вяземского обвиняли в принадлежности к антисоветской военной организации, в которую его якобы завербовал в 1932 году Халепский, и шпионаже в пользу фашистской Германии.
В 1948 году Вяземский в письме Генеральному военному прокурору утверждал, что осенью и зимой 1937 года в Горьковском бронетанковом училище сложилась нездоровая обстановка, которую подогревал резкими высказываниями комиссар училища Седов, всяческий провоцировавший Вяземского и даже требовавший в декабре 1937 года проверить, имел ли Вяземский отношения к одноимённому княжескому роду (расследование ничего не подтвердило). В феврале 1938 года были арестованы несколько товарищей Вяземского (капитан Мурачев, инженер по ремонту Линявский и инженер Скворцов), которых обвиняли во вредительстве, однако комиссия для проверки работы технического отдела, образованная Вяземским, не обнаружила никаких следов диверсий и вредительства.
На предварительном следствии Михаилу Фёдоровичу предъявили письменные показания Мурачева и Линявского, которые сознавались в том, что были членами «военно-фашистского заговора», возглавляемого Вяземским, и даже подтвердили это на очной ставке. Его подвергали пыткам, требуя подписать признательные показания. 4 февраля 1939 года Вяземский подал прокурору жалобу, заявив, что все протоколы его показаний были ложными и его вынуждали оговаривать себя, однако после очередной волны угроз он вынужден был подтвердить ранее записанное. Под давлением и угрозами от следователей управления госбезопасности УНКВД по Горьковской области Вяземский признал себя виновным на следствии, однако на суде от всех показаний отказался. Со слов Михаила Фёдоровича, все протоколы допросов составлялись в его отсутствие и давались на подпись: обвинение он услышал только на 5-й месяц после ареста, а обвинительное заключение получил за сутки до суда.
В обвинительном заключении Вяземского обвиняли в членстве с 1917 года в офицерско-монархической организации и участии в антисоветском военном заговоре, филиал которого находился в Горьковском бронетанковом училище, а также в шпионаже с 1920 года в пользу Германии и подготовке терактов против партийного и государственного руководства. 5 сентября 1939 года военный трибунал Московского военного округа приговорил его к 10 годам лишения свободы с отбыванием наказания в ИТЛ (статья 58, пункты 1«б», 8 и 11) и поражением в политических прав на 5 лет, а также лишением звания комбрига и конфискацией имущества. Военная коллегия Верховного суда СССР 5 февраля 1940 года оставила приговор в силе. До лета 1943 года Вяземский отбывал наказание в лагере; он несколько раз обращался в Верховный совет СССР с просьбой пересмотреть дело и дать ему возможность применить знания и опыт в борьбе с немецкими захватчиками.

### Освобождение и война
17 июня 1943 года постановлением Президиума Верховного совета СССР Вяземский был освобождён с отсрочкой приговора до окончания военных действий и восстановлен в кадрах Красной армии. Он окончил Курсы усовершенствования при Военной академии бронетанковых и механизированных войск, став в марте 1944 года заместителем командира 53-й гвардейской Фастовской танковой бригады. В мае того же года назначен заместителем начальника оперативного отдела штаба 3-й гвардейской танковой армии по использованию опыта войны. Проводил организационную работу во время Львовской и Перемышльской операций. Участник Дрезденской, Пражской и Берлинской операций.

### После войны
21 июня 1945 года военный трибунал Центральной группы войск снял с гвардии подполковника Вяземского судимость. Он продолжил службу в Центральной группе войск, а в 1946 году был направлен в отдел изучения опыта Великой Отечественной войны штаба бронетанковых и механизированных войск Вооруженных сил СССР; в 1945 году принят кандидатом в ВКП(б), а в октябре 1946 года стал членом ВКП(б). В запас уволен в июле 1948 года.
1 марта 1948 года гвардии полковник Вяземский от своего имени направил письмо Главному военному прокурору с просьбой пересмотреть своё дело, которое считал судебной ошибкой, поскольку его осудили за преступления, которые он не совершал. Окончательно Вяземский был реабилитирован только 11 июня 1956 года определением Военной коллегии.
Скончался 6 апреля 1965 года в Москве.

## Награды
- Орден Ленина (20 июня 1949) — за долголетнюю и безупречную службу в Вооружённых Силах Союза ССР[6]
- Орден Красного Знамени (3 ноября 1944) — за долголетнюю и безупречную службу в Красной Армии[7]
- Орден Красной Звезды (4 августа 1944) — за образцовое выполнение заданий Командования на фронте в борьбе с немецкими захватчиками и проявленные при этом доблесть и мужество[3]
- Орден Отечественной войны
  - I степени (20 мая 1945)[5][b]
  - II степени (24 октября 1944) — за образцовое выполнение заданий Командования на фронте в борьбе с немецкими захватчиками и проявленные при этом доблесть и мужество[4]
- Медаль «XX лет Рабоче-Крестьянской Красной Армии»[3]
- Медаль «За победу над Германией в Великой Отечественной войне 1941—1945 гг.» (9 мая 1945)[8]
- Медаль «За взятие Берлина» (9 июня 1945)[8]
- Медаль «За освобождение Праги» (9 июня 1945)[8]

## Комментарии
1. ↑  По другим данным, 11 июня 1957 года[1]
2. ↑  представлялся к награждению орденом Александра Невского[5]